# Vähä Korpisaari
Vähä Korpisaari är en ö i Finland. Den ligger i sjön Pihlajavesi och i kommunen Keuru i den ekonomiska regionen  Keuru ekonomiska region  och landskapet Mellersta Finland, i den södra delen av landet, 250 km norr om huvudstaden Helsingfors. Öns area är 4,8 hektar och dess största längd är 380 meter i nord-sydlig riktning.